# 陶斌
陶斌（？—334年），东晋鄱阳郡枭阳县（今江西省都昌县）人，陶侃之子，陶夏之弟。
晋成帝咸和七年（332年），陶斌以平西参军从陶侃与后赵石勒作战，攻樊城，击走石勒将领郭敬。陶斌官至尚书郎。陶侃卒，陶夏袭父爵长沙郡开国公。陶斌与陶夏、陶称等送陶侃归葬长沙，三兄弟各拥兵数千以相图。既而解散，陶斌先往长沙，尽取国中器仗财物。陶夏至，杀陶斌。荆州刺史庾亮上疏弹劾陶夏：“斌虽丑恶，罪在难忍，然王宪有制，骨肉至亲，亲运刀锯以刑同体，伤父母之恩，无恻隐之心，应加放黜，以惩暴虐。”